# Distretto di Jhenaidah
Il distretto di Jhenaidah è un distretto del Bangladesh situato nella divisione di Khulna. Si estende su una superficie di 1964,77 km² e conta una popolazione di 1771.304 abitanti (dato censimento 2011).

## Suddivisioni amministrative
Il distretto si suddivide nei seguenti sottodistretti (upazila):
- Jhenaidah Sadar
- Maheshpur
- Kaliganj
- Kotchandpur
- Shailkupa
- Harinakunda